# فارنینگهام
فارنینگهام (به انگلیسی: Farningham) یک روستا و محله مدنی در بریتانیا است که در Sevenoaks واقع شده‌است. فارنینگهام ۱٬۳۱۹ نفر جمعیت دارد.